# Clutia punctata
Clutia punctata là một loài thực vật có hoa trong họ Peraceae. Loài này được Wild mô tả khoa học đầu tiên năm 1964.